# Phiale tristis
Phiale tristis är en spindelart som beskrevs av Cândido Firmino de Mello-Leitão 1945. 
Phiale tristis ingår i släktet Phiale och familjen hoppspindlar. Inga underarter finns listade i Catalogue of Life.